# Els Ponts del Portal de Més Amunt
Els Ponts del Portal de Més Amunt és un monument protegit com a bé cultural d'interès local del municipi de la Selva del Camp (Baix Camp).

## Descripció
És un aqüeducte tot de pedra amb dos arcs, un rebaixat i l'altre carpanell, amb dovelles de carreu. El cos de l'obra és de paredat en verd. El Raval de Sant rafel passa per sota seu. Per la part superior passa el canal de l'aigua que proveeix la vila. Té una làpida amb una inscripció en nombres romans amb la data M D L X.

## Història
Aqüeducte situat entre el camí dels molins i el portal de Més Amunt. Fou construït a mitjan segle xvi per a portar aigua al castell i al poble. A la làpida commemorativa de la conducció d'aigües que hi ha encastada a la part central del pilar, alçada pel "Sylvanus Populus" en llatí, hi ha inscrita la data M.D.L.V. Al castell hi ha una altra làpida, més petita, en català ""T / FONCH A / CABADA / LA PRESET / OBRA A XI / DE MARS / MDLVII".